# Kawamata, Fukushima
Kawamata (川俣町 Kawamata-machi) là thị trấn thuộc huyện Date, tỉnh Fukushima, Nhật Bản. Tính đến ngày 1 tháng 10 năm 2020, dân số ước tính thị trấn là 12.170 người và mật độ dân số là 95 người/km2. Tổng diện tích thị trấn là 127,7 km2.

## Địa lý

### Đô thị lân cận
- Fukushima
  - Fukushima
  - Date
  - Nihonmatsu
  - Iitate
  - Namie

## Giao thông

### Cao tốc/Xa lộ
- Quốc lộ 114
- Quốc lộ 349
- Quốc lộ 459